# Rudra (divinità vediche)

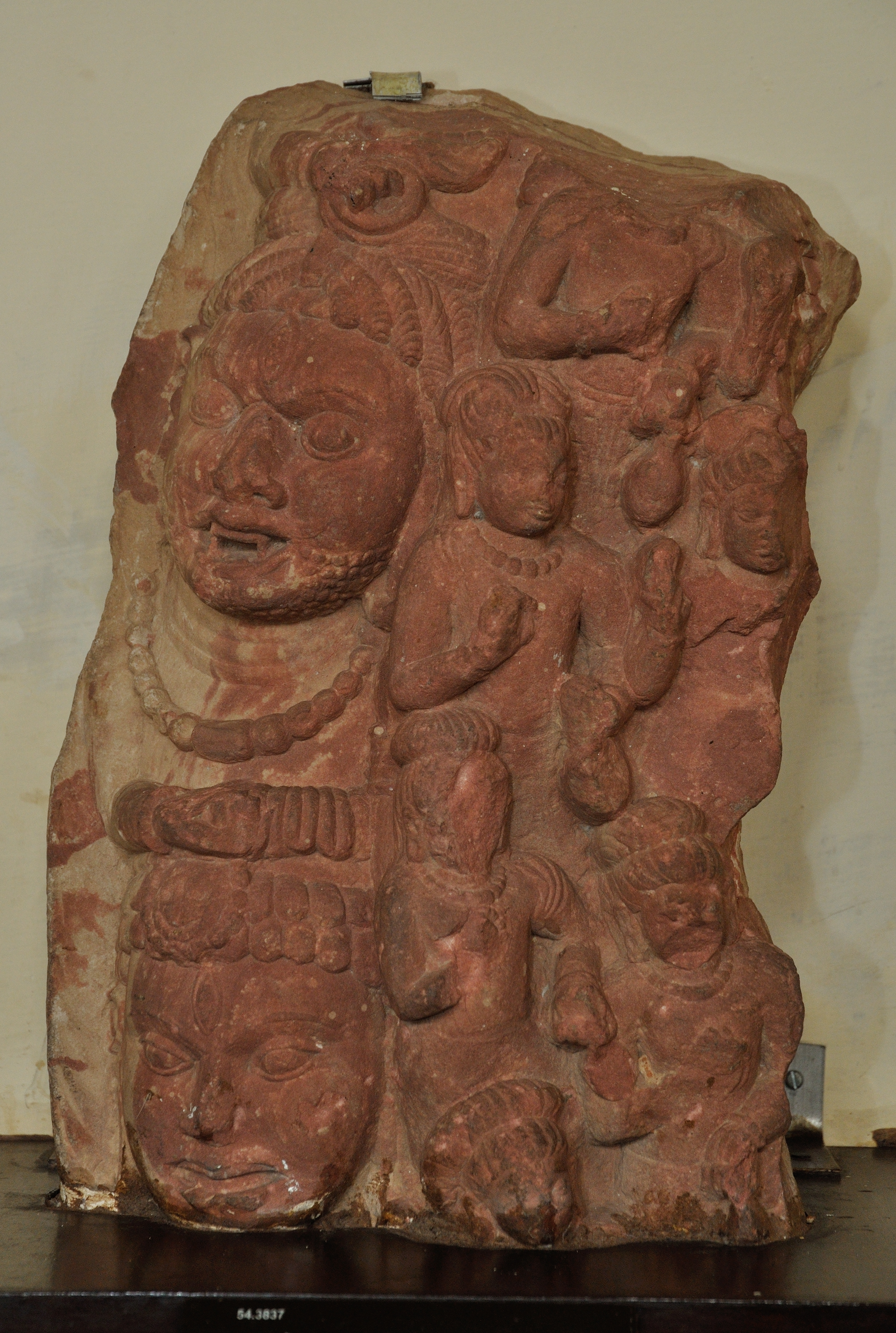
Raffigurazione dei Rudra, V secolo, Mathura museum.

I Rudra sono forme e seguaci dell'omonimo dio Rudra, e costituiscono undici dei trentatré dèi principali (Tridaśa) nel pantheon vedico e induista. A volte sono identificati con i Marut, mentre altre volte sono considerati distinti.
Mentre i loro nomi variano nelle fonti, il loro numero è quasi sempre undici. Sono detti alternativamente essere figli di Rudra, che per generarli si divise in una forma maschile e una femminile, o di Kashyapa e Aditi.

## Attestazioni
Nelle scritture vediche, i Rudra sono descritti come leali compagni di Rudra, che in seguito fu identificato con Shiva. Sono considerati aiutanti, messaggeri e forme di Rudra. Il Satapatha Brahmana afferma che Rudra è il principe, mentre i Rudra sono i suoi sudditi. Nella mitologia successiva, sono considerati assistenti di Shiva.
Il Rigveda e il Krishna Yajurveda rendono i Rudra gli dei del mondo di mezzo, situati tra la terra e il cielo, cioè nell'atmosfera. In quanto divinità del vento, i Rudra rappresentano il soffio vitale. Nella Brihadaranyaka Upanishad, gli undici Rudra sono rappresentati da dieci energie vitali (rudra-prana) del corpo, mentre l'undicesimo rappresenta l'Atman (anima).
Si dice che i Rudra presiedano al secondo stadio della creazione e allo stadio intermedio della vita. Governano il secondo rito del sacrificio, l'offerta di mezzogiorno e la seconda fase della vita, dal 24º al 68º anno. La Chandogya Upanishad prescrive che i Rudra siano propiziati in caso di malattia e afferma inoltre che, lasciando il corpo, diventino causa di lacrime, poiché il significato del nome Rudra è "quelli che piangono". La Brihadaranyaka Upanishad afferma esplicitamente che quando i Rudra lasciano il corpo fanno piangere le persone, causando la morte.
Il Mahabharata descrive i Rudra come compagni di Indra, servitori di Shiva e di suo figlio Skanda, e compagni di Yama. Hanno un potere immenso, indossano collane d'oro e sono "come nuvole illuminate da luci". Il Bhagavata Purana prescrive l'adorazione dei Rudra per ottenere il potere virile.